# Сань лі
Три посібника з ритуалу (三禮 \ 三礼, sānlǐ) — частина конфуціанського Тринадцятикнижжя: три класичних китайських збірки, що викладають теорію та вжиток ритуалу. Згідно М. Пуетту, «Лі цзі» надає нарис, навіщо ритуали потрібні; «Чжоу лі» доповідає, як було організовано їх практичний вжиток; а «Ї лі» надає інформацію стосовно того, що саме входило в їх практику.

## Лі цзі
Найбільш роздріблена з трьох, складається із самостійних текстів 4-2 ст. до н. е., які були скомпільовані за часів Західної Хань. Аргументом про самостійність складових частин «Лі цзі» стало відкриття тексту «Цзи ї» (1995, Ґодянь), який існував як незалежна одиниця вже перед 300 р. до н. е.
Збірка демонструє певну логіку компіляції, згадуючи Конфуція та окреслюючи історію та космологічне значення ритуалів.

## Чжоу лі
За ствердженням Чжена Сюаня (Східн. Хань), ця збірка була утворена Чжоу-ґуном. Більшість сучасних науковців дотримуються датування періодом Воюючих країн, хоча, згідно Лотару фон Фалькенхаузену, деякі риси окресленої системи відповідають реаліям дин. Західна Чжоу.
Не зважаючи на назву, збірка не розглядає не лише ритуальну практику. Зміст текстів — політичний уклад династії Чжоу на раннім етапі існування, нариси ритуалів присутні лише у тих частинах, які доповідають про відповідні посади у державному апараті. Повністю відсутня теорія ритуалу.

## Ї лі
Викладення змісту конкретних ритуалів (одягання капелюха по досягненню дорослого віку, стрільба з лука, поховання тощо) призначене для аудиторії нижчого освіченого класу, ши 士.